# Washington Redskins 1939
La stagione 1939 dei Washington Redskins è stata la ottava della franchigia nella National Football League e la terza a Washington. Sotto la direzione del capo-allenatore Ray Flaherty la squadra ebbe un record di 8-2-1, terminando seconda nella NFL Eastern e mancando l'accesso ai playoff per il secondo anno consecutivo.

## Calendario
| Stagione regolare |                    |                        |                    |                    |                                |                    |                    |
| Turno             | Data               | Avversario             | Risultato          | Record             | Stadio                         | Pubblico           | Sintesi            |
| 1                 | Settimana di pausa | Settimana di pausa     | Settimana di pausa | Settimana di pausa | Settimana di pausa             | Settimana di pausa | Settimana di pausa |
| 2                 | 17 settembre       | at Philadelphia Eagles | V 7–0              | 1–0                | Philadelphia Municipal Stadium | 33,528             | Recap              |
| 3                 | Settimana di pausa | Settimana di pausa     | Settimana di pausa | Settimana di pausa | Settimana di pausa             | Settimana di pausa | Settimana di pausa |
| 4                 | October 1          | New York Giants        | P 0–0              | 1–0–1              | Griffith Stadium               | 34,712             | Recap              |
| 5                 | 8 ottobre          | Brooklyn Dodgers       | V 41–13            | 2–0–1              | Griffith Stadium               | 27,092             | Recap              |
| 6                 | 15 ottobre         | Pittsburgh Pirates     | V 44–14            | 3–0–1              | Griffith Stadium               | 25,982             | Recap              |
| 7                 | 22 ottobre         | at Pittsburgh Pirates  | V 21–14            | 4–0–1              | Forbes Field                   | 8,602              | Recap              |
| 8                 | 29 ottobre         | at Green Bay Packers   | S 14–24            | 4–1–1              | Wisconsin State Fair Park      | 24,308             | Recap              |
| 9                 | 5 novembre         | Philadelphia Eagles    | V 7–6              | 5–1–1              | Griffith Stadium               | 20,444             | Recap              |
| 10                | 12 novembre        | at Brooklyn Dodgers    | V 42–0             | 6–1–1              | Ebbets Field                   | 28,581             | Recap              |
| 11                | 19 novembre        | Chicago Cardinals      | V 28–7             | 7–1–1              | Griffith Stadium               | 26,667             | Recap              |
| 12                | 26 novembre        | Detroit Lions          | V 31–7             | 8–1–1              | Griffith Stadium               | 36,183             | Recap              |
| 13                | 3 dicembre         | at New York Giants     | S 7–9              | 8–2–1              | Polo Grounds                   | 62,404             | Recap              |

Nota: gli avversari della propria division sono in grassetto.

## Classifiche
| NFL Eastern         |   |   |   |      |       |     |     |     |
|                     | V | S | P | %    | DIV   | PF  | PS  | STR |
| New York Giants     | 9 | 1 | 1 | .900 | 7–0–1 | 168 | 85  | V4  |
| Washington Redskins | 8 | 2 | 1 | .800 | 6–1–1 | 242 | 94  | S1  |
| Brooklyn Dodgers    | 4 | 6 | 1 | .400 | 3–4–1 | 108 | 219 | S3  |
| Pittsburgh Pirates  | 1 | 9 | 1 | .100 | 1–7   | 114 | 216 | V1  |
| Philadelphia Eagles | 1 | 9 | 1 | .100 | 1–6–1 | 105 | 200 | S2  |

Note: I pareggi non venivano conteggiati ai fini della classifica fino al 1972.